# Gary L. Stewart
Gary Lee Stewart (Stockton, 1953. február 26. –) 1987 és 1990 között a Rózsakeresztes Rend, majd később több, általa alapított ezoterikus szervezet imperátora, nagymestere.

## Élete
Apja az Amerikai Légierőnél szolgált, akinek a sűrűn változó beosztásai miatt Gary már a korai éveiben változatos kulturális hatásoknak volt kitéve, különösen Japánban és Európában. Már fiatalkorában belső vonzalmat érzett a filozófia és a pszichikus jelenségek iránt, ezért számos könyvet elolvasott e témákban és 12 éves korára a reinkarnációt személyes meggyőződésévé tette. Sok időt töltött kutyájával, mely egyben lehetőséget adott számára a meditációra. Középiskolás évei alatt atletizált. Sokat túrázott és hegyet is mászott a Sierra Nevada és Cascade-hegység területén (utóbbiban terül el a híres Shasta-hegy). Ezen kívül lovagolt, gitározott és küzdősportokat is űzött.
A középiskola elvégzése után öt évig különböző országokban élt és dolgozott. Az Amerikai Egyesült Államokba való visszatérése után főiskolai bölcsész diplomát szerzett filozófiából a Kaliforniai Állami Egyetemen Fresnoban. René Descartes iránti érdeklődése aztán Európába vezette, ahol posztgraduális képzés keretében az Aberdeeni Egyetemen "karteziánus" filozófiát hallgatott, azonban egy meghatározó filozófiai gondolkodásmódbeli változás miatt nem fejezte be egyetemi tanulmányait és inkább személyes kutatásaira összpontosított.
Fiatal éveiben sokat kalandozott a világban és sokszor alkalmi munkákat vállalt, így például Európában volt kávéházakban fellépő népdalénekes és háziállat-gondozó is. Bebarangolta Ausztrália Isten háta mögötti vidékeit, hogy az őslakosoktól telepátiát tanuljon. Sokszor azon tűnődött, hogy vajon mit beszélnek az állatok és későbbi életéveiben is előszeretettel járt farmerben, pólóban és sportcipőben. Az eddigiekből kirajzolódik egy introvertált, idealista, ugyanakkor világlátott és mindig külön utakat járó személyiség.

## Út a csúcsig
A középiskola utáni külföldi tartózkodása alatt ismerkedett meg a rózsakeresztességgel egy AMORC rendtaggal való rövid belgiumi találkozása során. 22 éves volt, amikor belépett a Rendbe 1975-ben és saját bevallása szerint az tetszett meg neki a legjobban, hogy bátorították a szabad gondolkodást, azt, hogy hagyják, hogy saját véleménye legyen. Ez az esemény megváltoztatta az életét.
Az akkori Imperátor, Ralph Maxwell Lewis unokahúga, Sydney Whaley visszaemlékezése szerint Stewart az első időben "magabiztos volt", ugyanakkor békés természetű. Az akkori Amen-RA Pronaosz (ma a Kalifornia Káptalan magját képezi) titkáraként szolgált Fresnoban, majd szemináriumi előadó volt 1980-ig, amikor állást kapott az AMORC egyik adminisztratív osztályán. Három év után felkérték egy ún. "hírvivő program"-ban való részvételre, melynek során hét hónapon keresztül képviselte a Rendet az Egyesült Államok számos városában. Még a Rózsakeresztes Parkban ismerkedett meg első feleségével Phyllis Allmannal, aki 1990-ben, már a válásuk után, úgy nyilatkozott róla a san joséi Mercury News újságírójának, hogy "ezeken az összejöveteleken hívta fel magára a figyelmet egyeseket lelkesítő, másokat irritáló beszédstílusával". New Yorkban népes tömeg előtt azt mondta: "Legyőztem a régi gondolkodásmódot és szétromboltam azt folyamatos megkérdőjelezéssel. Egyesek sírtak, mások utálkoztak" - meséli Phyllis - "és a szünet után igencsak igyekeznie kellett ezt helyrehoznia."
Ralph Maxwell Lewis támogatta a lelkes fiatalt és szerteágazó tapasztalatai után először India Nagyadminisztrátorává nevezték ki, majd 1984 szeptemberében az Angol-nyelvű Joghatóság Nagymestere lett. Raymond Bernard megüresedett helyére, 1986 júniusában nevezték ki a Legfelsőbb Nagypáholy Igazgatótanácsába és ezt követően választották meg az AMORC alelnökévé. Mindeközben a Tradicionális Martinista Rend (TMO) aktív tagja is volt. Ralph Maxwell Lewis 1987 január 12-én bekövetkezett tranzíciója után, január 29-én az AMORC Legfelsőbb Nagypáholy Igazgatótanácsa jogszerű keretek között megválasztotta az AMORC Imperátorának, továbbá a TMO Szuverén Nagymesterének. A hivatalos beiktatás 1987. március 20-án, a Rózsakeresztes Újév ünnepség keretében történt meg.

## Tevékenysége és elképzelései
Beiktatása után nagy lendülettel munkához látott, hogy megreformálja a Rend világméretű szervezetét. Stewart sokkal haladóbbnak gondolta magát a többieknél, ugyanakkor a Rend igazgatótanácsa alapvetően idősebb, több 80 év feletti rendtagból állt. Támogatói fiatalos dinamizmust vártak tőle és úgy érezték, hogy ez a Rend túlélésének a záloga, ellenzői ugyanakkor túl forradalminak találták elképzeléseit. Az átszervezésekkel számítógépesíteni és racionalizálni kívánta a belső adminisztrációs munkafolyamatokat mely több, mint 100 alkalmazott távozását eredményezte.
Már az első évben névtelen - őt támadó - levelek kezdtek a rendtagok között keringeni, amelyekben többek között tisztességtelennek, titkolózónak és elzárkózónak nevezték őt kritikusai. Korábbi barátja, Michael Miller szerint gyanakvó, már-már paranoiás légkör alakult ki körülötte. Stewart azzal hessegette el a kritikus megnyilvánulásokat, hogy azok "fundamentalista elégedetlenkedések" azok részéről, akik ellenzik a Rend átalakítását. Ez az átalakítás egyre gyorsabb ütemet vett és elképzelése szerint a rózsakereszteseknek az lett volna a dolguk, hogy éhező afrikaiak élelmezésében vállaljanak aktivista szerepet, hogy Latin-Amerikában harcoljanak az emberi jogokért, vagy hogy mentsék meg az Amazonas menti esőerdőket.

## Bukása
Nagyívű, de a rend lehetőségeit külön-külön is meghaladó elképzeléseihez pénzre volt szüksége és ez az, ami végül a bukásához vezetett. Ken O'Neill, aki a Rend "komputerizációjáért" felelt és aki már nem tagja a szervezetnek, azt mondta, hogy Stewartnak egyszerűen nem volt megfelelő üzleti jártassága, hogy egy ekkora humanitárius víziót végrehajtson és hogy általánosságban egy ekkora szervezetet irányítson és ebbéli tudatlansága, idealizmusával vegyülve "hiszékeny palimadárrá" tette őt. Két olyan embert vett maga mellé tanácsadóként, akik közül Nelson Harrison ismert jazz-trombitás és pszichológus volt, de egy építési vállalkozása csaknem tönkretette anyagilag, másikuk - egyben Harrison régi barátja és üzlettársa - Henry Chiesa ingatlan szindikátusával (tőkecsoport, melynek ő volt az elnöke), a befektetőknek 100%-os hozamot ígérve, 6 millió dollár értékben adott el részvényeket, majd csődöt jelentett és perek tömkelege terhelte múltját.
Chiesa ötlete az volt, hogy a korábbi években bankoknál beragadt nem-törlesztő ingatlanhitelek bankra szállt ingatlaneszközeit vásárolja fel és adja el profitot realizálva. 100 dollárból 40 lett volna a "szponzoré", azaz a Rózsakeresztes rendé, 60 pedig az övék. Harrisonra hárult a feladat, hogy régi rendtagként meggyőzze a szervezet fiatal vezetőjét. Stewarttal egy 1990 januári misztikáról szóló szemináriumi előadása kapcsán tudott először beszélni, aki nem nagyon ismerte korábbról és akire nagy hatással volt az ötlet. Felbecsültette velük a Rend pénzeszközeit és ingatlannyilvántartását és 1990 februárjában megbízást adott nekik. A terve az volt, hogy vagyonkezelői alapot hoz létre a kicsiny Andorrában és Harrison és Chiesa segítségével szerez forrást és finanszíroz filantróp programokat. A megbízottak 250000 dollárt kaptak mindezek beindításához. Céget alapítottak a megvalósításhoz, melynek a baljós Pandora Advisory Network nevet adták.
A hiba ott volt a számításaikban, hogy a beragadt hitelösszegek a legtöbb esetben túltettek az ingatlan aktuális piaci értékén, így ezekből az eszközökből nem realizálható profit. Ez elég közismert tény volt ingatlantanácsadói körökben. Probléma volt továbbá, hogy Stewart a megbízáshoz nem kérte az igazgatóság formális jóváhagyását és úgy kötött a megbízottakkal szerződést, hogy abban például nem volt megszabva munkaóra, így nem volt beszámolási kötelezettségük a tevékenységükről, gyakorlatilag teljesen "nyílt végű" volt a kontraktus.
Pár hét múlva a Pandora 5 millió dolláros hitelkeretet kapott 30 millió dollár értékű - a Rend tulajdonában lévő - ingatlaneszköz (beleértve a Rózsakeresztes Park) elzálogosításával. Stewart 3,5 millió dolláros kölcsön folyósítását engedélyezte, igazgatósági jóváhagyás nélkül. Ebből az összegből 500 ezer maradt a Pandoránál, a többit átutalták egy andorrai banknak. Az eddigi a Pandorához érkezett 750000 dollárt Harrison és Chiesa az utolsó centig elköltötték az elkövetkező mintegy 8 hét alatt.

## Bírósági per
1990. április 11-én az AMORC új, kibővült igazgatótanácsa felszólította Stewartot a 3,5 millió dollár visszaszerzésére és felhívták arra, hogy amennyiben ez nem sikerül, követelni fogják a lemondását és pert indítanak ellene. A következő 5 hét alatt sikerült visszaszerezni a 3 millió dollárt Andorrából, de Stewartot ez már nem mentette meg, a többség egyetértő szavazata alapján az igazgatótanács elmozdította Stewartot elnöki pozíciójából, mely egyben az Imperátori címtől való megfosztást is jelentette, és ezzel egyidőben pert indított ellene a kaliforniai Fellebbviteli Bíróságon. Ezen túlmenően a kereset kiterjedt a Silicon Valley Bank(en) és a Banc Agrícol i Comercial d'Andorra(es) (Andorrai Mezőgazdasági és Kereskedelmi Bank) jogi személyekre is. A sikkasztási vád magában foglalta 5 millió dollár hitelkeret AMORC nevében történő felvételét a Silicon Valley Banktól és abból 3 millió dollár átutalását az andorrai Banc Agricol részére szabályszerű igazgatósági jóváhagyás nélkül.
Stewart a per során azt állította, hogy pénzmozgás az AMORC egyik bankszámlájáról a másikra - tehát intézményen belül - történt, a spanyolországi nagypáholy beindítása érdekében. Az AMORC vezető tisztségviselőinek a többsége azt állította, hogy nem volt tudomásuk a hitelkeret létrehozásáról és az azt követő pénzmozgásról. További ötszázezer dollár átutalása is az eljárás részét képezte, melyről Stewart azt állította, hogy egyéb AMORC programokhoz kapcsolódó díjkifizetéseket szándékozott belőle teljesíteni.
Stewart válaszul azt állította, hogy minden banki tranzakciót megfelelően hajtottak végre és minden szükséges dokumentáció, beleértve a hitelfelvételről szóló testületi döntést is, az arra jogosult vezető tisztségviselők aláírásaival lett ellátva. Ezt az állítást a Silicon Valley Bank is alátámasztotta. Stewart ellenkeresettel élt az őt sikkasztással vádoló AMORC tisztségviselők ellen. 1991 decemberében Stewart minden ellenkereset visszavonását kérte, mely 1992. január 7-én történt meg hivatalosan.
1993-ban az Insurance Company of North America(en) (Észak-Amerikai Biztosítási Vállalat), érdekelt félként, engedélyt kért az AMORC által indított keresetben való részvételre és az 1990 októberében indított per folytatására biztosítási csalás jogcímén, kártérítést követelve a Rendtől. Ezután az eljárási cselekmény után az AMORC minden perben érintett féllel igyekezett megegyezést kötni, melynek során 1993. május 27-én Stewarttal is felvették a kapcsolatot. 1993. augusztus 10-én az AMORC és Stewart peren kívüli megegyezést kötött és az AMORC visszavonta keresetét, leírva veszteségeit és kifizetve minden perköltséget.
A Stewart és az AMORC közötti peres eljárás és ellenkeresetek során egyik érintett felet sem ítélték bűnösnek. Semmiféle bírói döntés nem született, ugyanakkor Stewart sohasem vitatta, hogy az AMORC igazgatótanácsa jogosan távolította el őt elnöki tisztségéből a többség szavazataival.

## Későbbi tevékenységei
Stewart 1996-ban egy új rózsakeresztes szervezetet alapított Confraternity of the Rose + Cross (CR+C, Rózsakereszt Szerzete) néven, melynek azóta is ő az imperátora. Ő maga így nyilatkozott az alapítás okairól egy vele készült interjú során:
"Azért alapítottam meg a CR+C-t 1996-ban, hogy mind a Rózsakeresztes Tradíciót, mind pedig azt az imperátori beavatási vonalat továbbörökítsem, melyet rám ruháztak. Mint azt bizonyára sokan tudják, 1990-től kezdődően az AMORC zűrzavaros időket élt át. Ők akkor egy olyan sajátos útra léptek, mely erősen eltér attól, mellyel engem megbíztak. A CR+C azért alakult meg, hogy megőrizze a beavatási vonalat és lehetővé tegye a rózsakeresztes beavatási tudás tiszta formában történő elérhetőségét, úgy, ahogy eredetileg megjelentek."
Gary L. Stewart továbbá az Order of the Militia Crucifera Evangelica (OMCE, Evangéliumi Keresztes Lovagrend) lovag kommendátora, és a British Martinist Order (BMO, Brit Martinista Rend) szuverén nagymestere.

## Fordítás
- Ez a szócikk részben vagy egészben  a   Gary L. Stewart című portugál Wikipédia-szócikk fordításán alapul.  Az eredeti cikk szerkesztőit annak laptörténete sorolja fel. Ez a jelzés csupán a megfogalmazás eredetét és a szerzői jogokat jelzi, nem szolgál a cikkben szereplő információk forrásmegjelöléseként.